# Affaire Getax
L'« affaire Getax » est une affaire de corruption de dirigeants de Nauru par une entreprise australienne de commerce de phosphate. Elle aurait permis la victoire de personnalités politiques corrompues aux élections législatives nauruanes de 2013, en échange d'une quasi-privatisation de la principale ressource publique de Nauru au profit de l'entreprise Getax.

## Arrière-plan
Getax Australia est une entreprise de fret et d'exportation de phosphate, établie dans le Queensland et dirigée par Govind Sahai Gupta et ses fils Amit et Ashok Gupta. La république de Nauru est un petit État équatorial micronésien indépendant dans l'océan Pacifique. Sa principale ressource étant l'exploitation et l'exportation de phosphate, le produit intérieur brut par habitant du pays est le deuxième plus élevé au monde (derrière l'Arabie saoudite) après son indépendance vis-à-vis de l'Australie en 1968 ; mais sa richesse est « gaspillée par une succession de gouvernements incompétents », plongeant le pays dans la pauvreté à partir des années 1990.

## Déroulement de l'affaire

### Corruption en 2010 révélée par la presse australienne
À la fin des années 2010, Nauru, gouverné par Marcus Stephen dont le ministre Frederick Pitcher a la responsabilité du phosphate, vend son phosphate à Getax à un prix presque dix fois inférieur au cours du marché international,. Début 2010, Getax propose au gouvernement Stephen un prêt de A$ 25 000 000, à un taux d'intérêt de 15 %, qui, selon une investigation du journal The Australian, « aurait probablement eu pour conséquence que le pays ne puisse pas rembourser le prêt, entraînant l’exécution de clauses contractuelles permettant à Getax de prendre possession de l’industrie du phosphate appartenant à Nauru ». Le gouvernement Stephen rejette l'offre, et, peu de temps après, Getax organise et finance un voyage à Singapour pour les six députés de l'opposition, ainsi que pour trois députés de la majorité. Ces trois députés (parmi lesquels Aloysius Amwano) rejoignent ensuite l'opposition, provoquant le blocage du Parlement,. Dans le même temps, les députés courtisés par Getax commencent à dépenser des sommes considérables, s'achetant et important des bateaux et voitures de luxe, alors que dans ce petit État en quasi-faillite le salaire hebdomadaire d'un député est de A$ 150 (€ 90).
Renforcée par ces défections et la perte de majorité parlementaire du gouvernement Stephen, l'opposition tente plusieurs fois de destituer le président Stephen au moyen de motions de censure. Marcus Stephen y répond en dissolvant le Parlement, provoquant des élections législatives anticipées en avril 2010. Durant la campagne électorale, les députés courtisés par Getax distribuent d'importantes sommes d'argent dans leurs circonscriptions respectives, bien au-delà de leurs propres salaires.
Les élections d'avril 2010 ne produisent aucune majorité, mais de nouvelles élections en juin permettent au gouvernement Stephen de se maintenir avec une très courte majorité au Parlement. Les activités de Getax, et notamment les accusations de corruption d'élus nauruans portées à son encontre, donnent lieu à une enquête de la police fédérale australienne. Après plusieurs mois d'enquête, l'affaire est classée sans suite.

### Arrivée au pouvoir de David Adeang
En novembre 2011 le député Sprent Dabwido rejoint les rangs de l'opposition, provoquant un changement de majorité et accédant à la présidence de la République,. Il nomme notamment David Adeang ministre des Finances et numéro deux du gouvernement. Accusant ses ministres de ne pas soutenir ses propositions de réformes contre la corruption, le président Dabwido les limoge tous en juin 2012 et nomme un nouveau gouvernement composé de membres de l'ancienne majorité de Marcus Stephen,,.
Les élections législatives de juin 2013 amènent au pouvoir Baron Waqa, qui fait de David Adeang son vice-président et son ministre des Finances et de la Justice. Ce gouvernement, dont David Adeang est l'homme fort incontesté, limoge immédiatement le commissaire de la police nauruane qui mène une enquête sur les accusations de corruption remontant à 2010,. Il met ensuite en place un régime autoritaire, restreignant les libertés des médias, faisant suspendre et arrêter des députés d'opposition et des manifestants (avec notamment l'affaire des « Dix-Neuf de Nauru »), et restreignant l'indépendance de la justice,,,,.

### Preuves de corruption apportées par la ABC en 2015 et 2016
La société de radiodiffusion publique Australian Broadcasting Corporation obtient et révèle en 2015 un ensemble de documents prouvant qu'entre mai 2007 et décembre 2012 la famille Gupta et la société Getax ont entrepris de verser des pots-de-vin à des personnalités politiques nauruanes afin d'obtenir des faveurs commerciales,. En 2009 et en 2010, Getax aurait versé A$ 10 000 par mois à David Adeang, la principale figure de l'opposition parlementaire au gouvernement Stephen, ainsi que 60 000 (€ 36 000) en deux paiements à Baron Waqa, député d'opposition, entre autres pots-de-vin. La Australian Broadcasting Corporation révèle des e-mails écrits par David Adeang à la famille Gupta en 2009 et en 2010 affirmant pouvoir acheter des députés de la majorité pour renverser le gouvernement Stephen via une motion de censure au Parlement, prendre le pouvoir et instituer une relation commerciale encore plus favorable à Getax. Pour cela, il sollicite de la part de la compagnie A$ 665 000 en pots-de-vin supplémentaires à distribuer à ces députés corruptibles. Ashok Gupta lui répond par e-mail : « Nous vous donnons pleine autorité pour mobiliser ou graisser la patte des députés pour obtenir et remporter le vote ». Dans un e-mail consulté par la ABC, Adeang promet d'œuvrer pour que Getax obtienne le plein contrôle sur les réserves de phosphate de Nauru, qui étaient alors considérées comme un bien public.
En septembre 2016, la Australian Broadcasting Corporation obtient et publie de nouveaux documents prouvant que Getax a versé en 2008 A$ 60 000 sur le compte en banque de Madelyn Adeang, l'épouse de David Adeang, supposément en rémunération pour « frais de consultation » et alors que Madelyn Adeang n'a jamais travaillé pour Getax. La police fédérale australienne ouvre alors une nouvelle enquête pour corruption contre Getax, tandis que la famille de Govind Sahai Gupta et Getax sont également remarqués pour leur proximité avec le président du Togo Faure Gnassingbé et leur achat du phosphate togolais à des prix très peu élevés.

### Suites
Le gouvernement Waqa / Adeang est maintenu à l'identique après les élections législatives de juillet 2016,.
En juin 2018, la justice singapourienne reconnaît Amit Gupta et la filiale singapourienne de Getax Australia, Getax Ocean, coupable d'avoir corrompu en 2010 le député nauruan Rykers Solomon. La justice singapourienne rend son verdict sur la base notamment des pièces à conviction suivantes : des échanges d'e-mails entre Amit Gupta et Rykers Solomon en janvier et février 2010, dans lesquels le député nauruan demande A$ 30 000 en pots-de-vin pour financer sa campagne électorale et pour ensuite favoriser Getax au Parlement ; un e-mail d'Amit Gupta demandant à un employé de Getax d'envoyer l'argent à Rykers Solomon ; la signature d'Amit Gupta sur l'autorisation du transfert de A$ 31 000 (€ 27 000) au compte en banque du député nauruan. La cour singapourienne inflige à la compagnie une amende de US$ 80 000 (€ 76 000),,.
En janvier 2023, à la suite de l'enquête menée par la police fédérale australienne, la justice du Queensland met formellement en examen Getax pour corruption.
En octobre 2023, David Adeang parvient à faire renverser au Parlement le gouvernement du président Russ Kun (élu en 2022), et est élu président de la république par une courte majorité des députés.

## Référence
1. 1 2 3  (en) "Queensland company accused of bribery in Nauru says charge should be dropped as fair trial ‘impossible’", The Guardian, 3 septembre 2023
2. 1 2 3 4 5 6 7  (en) "Nauru's president Baron Waqa and justice minister allegedly bribed by Australian phosphate dealer Getax", Australian Broadcasting Corporation, 8 juin 2015
3. 1 2 3 4 5  (en) "Nauru’s Case Study in Corruption", Quadrant, 18 juin 2016
4. 1 2  (en) "Federal Police to probe claims Nauru bribery claims against Gold Coast company", The Australian, 26 octobre 2010
5. ↑  (en) "Nauru instability 'Aussie phosphate plot'", The Australian, 25 octobre 2010
6. ↑  (en) "Mutiny on the phosphate bounty", The Australian, 26 octobre 2010
7. ↑  (en) "Nauru set for early poll as President orders dissolution of parliament", Radio New Zealand International, 16 mars 2010
8. ↑  (en) "The changing faces of Nauru's leadership crisis", The Age, 19 novembre 2011
9. ↑  (en) "Another president ousted in Nauru", Sydney Morning Herald, 15 novembre 2011
10. ↑  (en) "Third President for Nauru in six days", Radio New Zealand International, 15 novembre 2011
11. ↑  (en) "New Nauru leader strong on government reforms", ABC Radio Australia, 17 novembre 2011
12. ↑  (en) "Nauru President teams up with Opposition and names new Cabinet", Radio New Zealand International, 11 juin 2012
13. ↑  (en) "Nauru President ready to compromise to get reform legislation through", Radio New Zealand International, 11 juin 2012
14. ↑  (en) "Nauru parliament sits after dramatic Cabinet dismissmal", Radio Australia, 12 juin 2012
15. ↑  (en) "President Waqa names his cabinet", gouvernement de Nauru, 13 juin 2013
16. ↑  (en) "EU says Nauru must meet obligations", Radio New Zealand, 29 juin 2015
17. ↑  (en) "New Zealand parliament passes motion expressing concern over Nauru politics", Australian Broadcasting Corporation, 2 juillet 2015
18. ↑  (en) "New Zealand suspends aid to Nauru's justice sector citing diminishing rule of law", Australian Broadcasting Corporation, 3 septembre 2015
19. ↑  (en) "Nauru: a nation in democratic freefall propped up by Australia", The Guardian, 2 septembre 2018
20. ↑  (en) "Money trail from Australian phosphate company Getax leads to Nauru minister David Adeang", Australian Broadcasting Corporation, 14 septembre 2016
21. ↑  (en) "Gupta's company under investigation for corruption in Australia, India", Special Broadcasting Service, 16 septembre 2016
22. ↑  (en) "Togo's very own Gupta family also courting controversy", News 24, 15 octobre 2017
23. ↑  (en) "Waqa government sworn in for second term", Gouvernement de la République de Nauru, 15 juillet 2016
24. ↑  (en) Gouvernement de Nauru sur Twitter, 14 juillet 2016
25. ↑  (en) "Company fined $80k for giving bribes to an MP from Nauru, a country north-east of Australia", The Straits Times, 28 juin 2018
26. ↑  (it) "IL NAURU, PARADISO DELLA CORRUZIONE", Gli Stati Generali, 16 septembre 2023
27. ↑  (en) "Under Investigation in Australia, Getax gets notices from Indian Tax Authrorites", NewsHeads, 29 janvier 2023
28. ↑  (en) "Queensland company accused of bribery in Nauru says charge should be dropped as fair trial ‘impossible’", The Guardian, 3 septembre 2023
29. ↑  (en) "Nauru's President Adeang sworn in, names his Cabinet", Radio New Zealand, 31 octobre 2023